# Dibujo de san Juan Evangelista y un ángel (El Greco)
El Dibujo de san Juan Evangelista y un ángel es uno de los pocos dibujos atribuidos al Greco que han llegado hasta nuestros días. Estos dibujos no tienen número de referencia en el catálogo razonado realizado por el profesor e historiador del arte Harold Wethey, especializado en este artista.

## Introducción
Es muy probable que el Greco preparase sus composiciones con croquis y dibujos sobre papel. Después de su fallecimiento, su hijo Jorge Manuel Theotocópuli, realizó dos inventarios de los bienes dejados por su padre. En el primer inventario (año 1614), se cita un lote de 150 dibujos, y en el segundo inventario (año 1621), se citan 250.
Son muy pocos los dibujos conservados cuya atribución al Greco sea verosímil. Según Wethey, seguramente fueron incautados con los demás bienes del Greco por los administradores del Hospital de Tavera en 1623-1624 y —como algunos de sus lienzos— se deterioraron ya en aquellos años. Cuando Jorge Manuel falleció (año 1631), estos dibujos salieron en almoneda —con el resto de obras legadas por su padre— para saldar las deudas que tenía con los administradores del mencionado Hospital.

## Análisis de la obra
- Localización: Museo J. Paul Getty; Los Ángeles;
- Material: tinta y laca sobre papel blanquecino;
- Dimensiones: 337 × 210 mm;
- No está firmado;

Este dibujo parece ser un dibujo preparatorio para las figuras de San Juan Evangelista y el ángel de La crucifixión del Museo del Prado. Sin embargo, también podría identificarse con Mateo el Evangelista, cuyo atributo es un ángel. Con una expresión de nostalgia, san Juan dirige su mirada hacia el Cielo, gesticulando con su mano derecha. Su manto —de amplios pliegues— cubre su alargado cuerpo. Un ángel —esbozado ligeramente y con varios pentimenti— se enreda con su atuendo, volando detrás de san Juan. El Greco dibuja líneas largas y libres, creando patrones ricos en formas, para luego aplicar amplios trazos de aguada a manera de velos. Este boceto, uno de los pocos dibujos seguros del Greco, es típico de su estilo libre, con una rica interacción de luz y oscuridad.